# TBC 굿모닝뉴스
《TBC 굿모닝뉴스》(TBC GOOD MORNING NEWS)는 TBC TV에서 매주 평일 오전 7시 10분에 방송 중인 대구 경북 지역 아침 종합 뉴스 프로그램이다.

## 방송 시간
| 방송 채널 | 방송 기간                          | 방송 시간                                                                  |
| --------- | ---------------------------------- | -------------------------------------------------------------------------- |
| TBC TV    | 1995년 5월 15일 ~ 1999년 5월 29일  | 월요일 ~ 토요일 아침 7시 25분 ~ 7시 45분 (20분)                            |
| TBC TV    | 1999년 5월 31일 ~ 2014년 7월 19일  | 평일 아침 7시 ~ 7시 30분 (30분) 토요일 아침 7시 10분 ~ 7시 40분 (30분)     |
| TBC TV    | 2015년 2월 2일 ~ 2016년 12월 31일  | 평일 아침 7시 ~ 7시 30분 (30분) 토요일 아침 7시 10분 ~ 7시 40분 (30분)     |
| TBC TV    | 2014년 10월 27일 ~ 2015년 1월 31일 | 평일 아침 7시 5분 ~ 7시 30분 (25분) 토요일 아침 7시 10분 ~ 7시 40분 (30분) |
| TBC TV    | 2017년 1월 2일 ~ 2018년 6월 9일    | 월요일 ~ 토요일 아침 7시 ~ 7시 30분 (30분)                                 |
| TBC TV    | 2018년 6월 11일 ~ 2019년 5월 17일  | 평일 아침 7시 10분 ~ 7시 40분 (30분)                                       |
| TBC TV    | 2021년 10월 4일 ~ 현재             | 평일 아침 7시 10분 ~ 7시 40분 (30분)                                       |
| TBC TV    | 2019년 5월 20일 ~ 2021년 10월 1일  | 평일 아침 7시 5분 ~ 7시 35분 (30분)                                        |

## 앵커
| 대수 | 진행자 | 진행자 | 진행 기간                         | 비고  |
| 대수 | 남성   | 여성   | 진행 기간                         | 비고  |
| ---- | ------ | ------ | --------------------------------- | ----- |
| 1대  | 구진욱 | 이향원 | 일자 미상 ~ 2021년 7월 9일        |       |
| 2대  | 한현호 | 이향원 | 2021년 7월 12일 ~ 2021년 7월 23일 |       |
| 3대  | 백승열 | 이향원 | 2021년 7월 26일 ~ 2023년 3월 3일  | [ 2 ] |
| 4대  | 백승열 | 이혜주 | 2023년 3월 6일 ~ 현재             | [ 4 ] |

## 기상 캐스터
- 서문형 TBC 기상 캐스터

## 코너

### 방영 코너

#### SNS 톡톡
《일요일 TBC 8 뉴스》에서 방송했던 코너를 재방송한다.

#### 문화 문화인
목요일 문화 뉴스 코너.

#### 굿모닝 스포츠
스포츠 뉴스 코너.

#### 생생 베이스볼
삼성 라이온즈 프로 야구 코너.

#### 날씨
기상 정보 코너.

### 종영 코너

#### 오늘의 주요 뉴스
헤드라인 뉴스 코너.

## 타이틀 변천사
현재 타이틀은 2014년 10월 27일을 기준으로 한다.
| 기수 | 프로그램 타이틀 | 방송 기간                          |
| ---- | --------------- | ---------------------------------- |
| 1기  | TBC 뉴스 Q      | 1995년 5월 14일 ~ 1999년 5월 15일  |
| 2기  | TBC 아침뉴스    | 1999년 5월 17일 ~ 2014년 10월 25일 |
| 3기  | TBC 굿모닝뉴스  | 2014년 10월 27일 ~ 현재            |

## 경쟁 프로그램
- KBS 뉴스광장 대구·경북 (KBS 대구 1TV)
- MBC 뉴스투데이 대구·경북 (대구MBC TV)
- MBC 뉴스투데이 포항·경주·영덕·울진·울릉 (포항MBC TV)
- MBC 뉴스투데이 경북 (안동MBC TV)